# Mr. Meeseeks
Mr. Meeseeks er en figur, der optræder i den amerikansk tegnefilmserie Rick and Morty på Adult Swim. Den er skabt af Justin Roiland og Dan Harmon, og er baseret på titelfiguren i Scud: The Disposable Assassin af Rob Schrab. Meeseeks er en blå art af af humanoider (der alle hedder "Mr. Meeseeks") som bliver skabt for at opnå et enkelt mål i livet, som de vil gøre alt for at opnå. De bliver skabt af en "Meeseeks Box", og lever typisk ikke længere end nogle få timer, der foregår i konstant smerte, og de forsvinder når deres opgave er løst, så de kan blive befriet for deres pinsler. Jo længere tid de er i live jo mere sindssyge og forvirrede bliver de. De skal derfor altid have et klart mål, der kan opnås inden for kort tid. Figuren bliver introduceret i afsnittet "Meeseeks and Destroy" i første sæson.
En variant kaldet Mr. Youseeks kan tilkaldes for at hjælpe til i virtual reality-spillet Rick and Morty: Virtual Rick-ality, mens en rødhudet Kirkland Mr. Meeseeks bliver introduceret i fjerde sæson i episode "Edge of Tomorty: Rick Die Rickpeat". I juni 2019 blev der udgivet et spin-off Rick and Morty tegneseriehæfte kaldet Rick and Morty Presents: Mr. Meeseeks via Oni Press, der fulgte en Mr. Meeseeks der efter at være blevet hidkaldt af Summer Smith for at hjælpe med en chiliopskrift ved en fejl får givet en anden Meeseeks en opgave med at finde meningen med livet trods deres begrænsede levetid. En narkosmugler-Meeseeks kendt som Mr. Sick optræder også som håndlanger i tegneserien.